# Zong Qinghou
Zong Qinghou (en chino simplificado, 宗庆后, Suqian, 16 de noviembre de 1945-Hangzhou, 25 de febrero de 2024) fue un empresario multimillonario chino y fundador, presidente y director ejecutivo del Hangzhou Wahaha Group, la principal empresa de bebidas de China. En marzo de 2022, su patrimonio neto se estimaba en 8.700 millones de dólares.

## Biografía
Zong era originario de Zhejiang y tenía poca educación formal. Después de terminar la escuela secundaria, Zong trabajó en la granja de sal de Zhoushan. Regresó a casa en 1979, debido a la jubilación de su madre, que era maestra. Finalmente regresó a Hangzhou y solo encontró trabajo en una escuela local debido a su bajo nivel de educación. En 1987, adquirió una tienda de comestibles en una escuela del distrito de Shangcheng, Hangzhou, y vendía leche. Zong dirigió el embrionario negocio de Wahaha, que distribuía refrescos, hielo y artículos de papelería. Junto con dos profesores jubilados, pidió dinero prestado para empezar a producir bebidas lácteas para su distribución.
Zong se ha desempeñado como delegado ante el Asamblea Popular Nacional de China desde 2002. Estaba casado con Shi Youzhen (施幼珍) y tenían una hija, Kelly Zong (宗馥莉). Shi era gerente de compras en Wahaha. Anteriormente, Zong tenía estatus de residente permanente en los Estados Unidos, que obtuvo para facilitar su viaje al país y cuidar de sus inversiones en el país. Su hija asistió a la Universidad Pepperdine en el sur de California y se naturalizó ciudadana estadounidense, pero luego regresó a China y, en 2007, inició el procedimiento para renunciar a su ciudadanía estadounidense.
En 2007, la relación se volvió amarga. Danone había acusado a Wahaha de «operar en secreto un conjunto de empresas paralelas que reflejaban las operaciones de la empresa conjunta con productos prácticamente idénticos y desviaron hasta 100 millones de dólares de la asociación». Danone y Wahaha llegaron a un acuerdo y disolvieron su sociedad. Zong dimitió como presidente de las empresas conjuntas el 5 de junio de 2007.